# Tổ hợp tên lửa Buk
Hệ thống tên lửa Buk (tiếng Nga: "Бук"; tiếng Anh: beech - cây sồi) là một dòng các hệ thống tên lửa đất đối không tầm trung, tự hành được phát triển bởi Liên Xô (cũ) và Nga. Hệ thống này được thiết kế để tiêu diệt các tên lửa hành trình, các loại bom chính xác, máy bay trực thăng và cánh cố định, và máy bay không người lái.
Hệ thống tên lửa Buk là sự kế thừa của hệ thống NIIP/Vympel 2K12 Kub (tên ký hiệu NATO là SA-6 "Gainful"). Phiên bản đầu tiên của Buk được chấp nhận trang bị trong quân đội Liên Xô và Nga với mã định danh GRAU là 9K37 và có tên ký hiệu do NATO đặt là "Gadfly" cũng như tên định danh của Bộ Quốc phòng Mỹ đặt là SA-11. Kể từ khi được đưa vào trang bị, hệ thống tên lửa Buk đã được cải tiến nâng cấp liên tục với phiên bản mới nhất mang tên 9K37M2 "Buk-M2".

## Phát triển
Sự phát triển của 9K37 "Buk" được bắt đầu vào ngày 17 tháng năm 1972 theo yêu cầu của Ủy ban trung ương Đảng Cộng sản Liên Xô. Nhóm phát triển gồm nhiều cơ quan từng chịu trách nhiệm phát triển của hệ thống tên lửa 2K12 "Kub" (tên ký hiệu NATO "Gainful", SA-6), bao gồm Viện nghiên cứu khoa học thiết kế công cụ mang tên Tikhomirov (NIIP) là đơn vị chịu trách nhiệm chính và phòng thiết kế Novator chịu trách nhiệm phát triển tên lửa. Ngoài hệ thống tên lửa trên bộ, còn có một phiên bản hệ thống tương tự được sản xuất cho hải quân, có tên gọi là 3S-90 "Uragan" (tiếng Nga: "Ураган"; tiếng Anh: hurricane), còn được biết đến với tên gọi SA-N-7 và "Gadfly".
Hệ thống tên lửa Buk được thiết kế vượt trội hơn 2K12 Kub trong tất cả các tham số và những nhà thiết kế bao gồm cả tổng công trình sư Ardalion Rastov đã đến Ai Cập vào năm 1971 để xem Kub tham gia chiến đấu. Cả Kub và Buk đều sử dụng các xe phóng tự hành được phát triển bởi Ardalion Rastov. Sau chuyến thăm Ai Cập, các nhà phát triển đi tới kết luận rằng mỗi xe mang phóng (TEL) nên có đài radar điều khiển hỏa lực của riêng nó hơn là dựa vào một đài radar trung tâm cho toàn bộ hệ thống như của hệ thống Kub. Kết quả là Buk chuyển từ TEL sang TELAR (xe mang ống phóng và radar), điều này cho phép hệ thống có thể giao chiến với nhiều mục tiêu từ nhiều hướng cùng lúc.
Trong quá trình phát triển vào năm 1974, người ta xác định rằng dù hệ thống tên lửa Buk là hệ thống kế thừa của hệ thống tên lửa Kub, nhưng cả hai hệ thống có thể chia sẻ một số khả năng tương tác, kết quả của quyết định này là hệ thống 9K37-1 Buk-1 system. Ưu điểm của khả năng tương tác giữa Buk TELAR và Kub TEL thể hiện ở việc tăng số lượng các kênh điều khiển hỏa lực và tên lửa có sẵn cho mỗi hệ thống cũng như khả năng hậu cần nhanh hơn cho các thành phần hệ thống Buk. Buk-1 được chấp nhận trang bị năm 1978 sau khi hoàn thành các thử nghiệm nhà nước trong khi hệ thống tên lửa Buk hoàn chỉnh được chấp nhận đưa vào trang bị năm 1980 sau các thử nghiệm nhà nước diễn ra từ năm 1977 đến năm 1979. 
Biến thể hải quân của 9K37 "Buk" có tên gọi 3S-90 "Uragan" được phát triển bởi phòng thiết kế Altair dưới sự chỉ đạo của tổng công trình sư G.N. Volgin. 3S-90 sử dụng cùng đạn tên lửa 9M38 như hệ thống 9K37 dù hệ thống phóng và các đài radar điều khiển kết hợp đã được đổi nhằm phù hợp với các biến thể hải quân. Hệ thống được thử nghiệm trong giai đoạn 1974-1976 trên tàu chống ngầm đề án 61, 3S-90 được chấp nhận trang bị năm 1983 cho các tàu khu trục đề án 956 "sovremmeny".
Ngay trước khi 9K37 "Buk" bắt đầu được trang bị cho quân đội năm 1979, Ủy ban trung ương Đảng Cộng sản Liên Xô yêu cầu phát triển phiên bản 9K37 hiện đại hóa, sau này trở thành 9K37M1 Buk-M1 và được trang bị vào năm 1983. Việc hiện đại hóa cải thiện chất lượng của các radar, xác suất tiêu diệt mục tiêu và khả năng chống các biện pháp chống tác chiến điện tử (ECM). Ngoài ra một hệ thống phân loại mối đe dọa cũng được lắp đặt, cho phép phân loại các mục tiêu mà không cần IFF thông qua phân tích các tín hiệu radar phản hồi. Phiên bản xuất khẩu của hệ thống tên lửa Buk-M1 được gọi là "Gang".

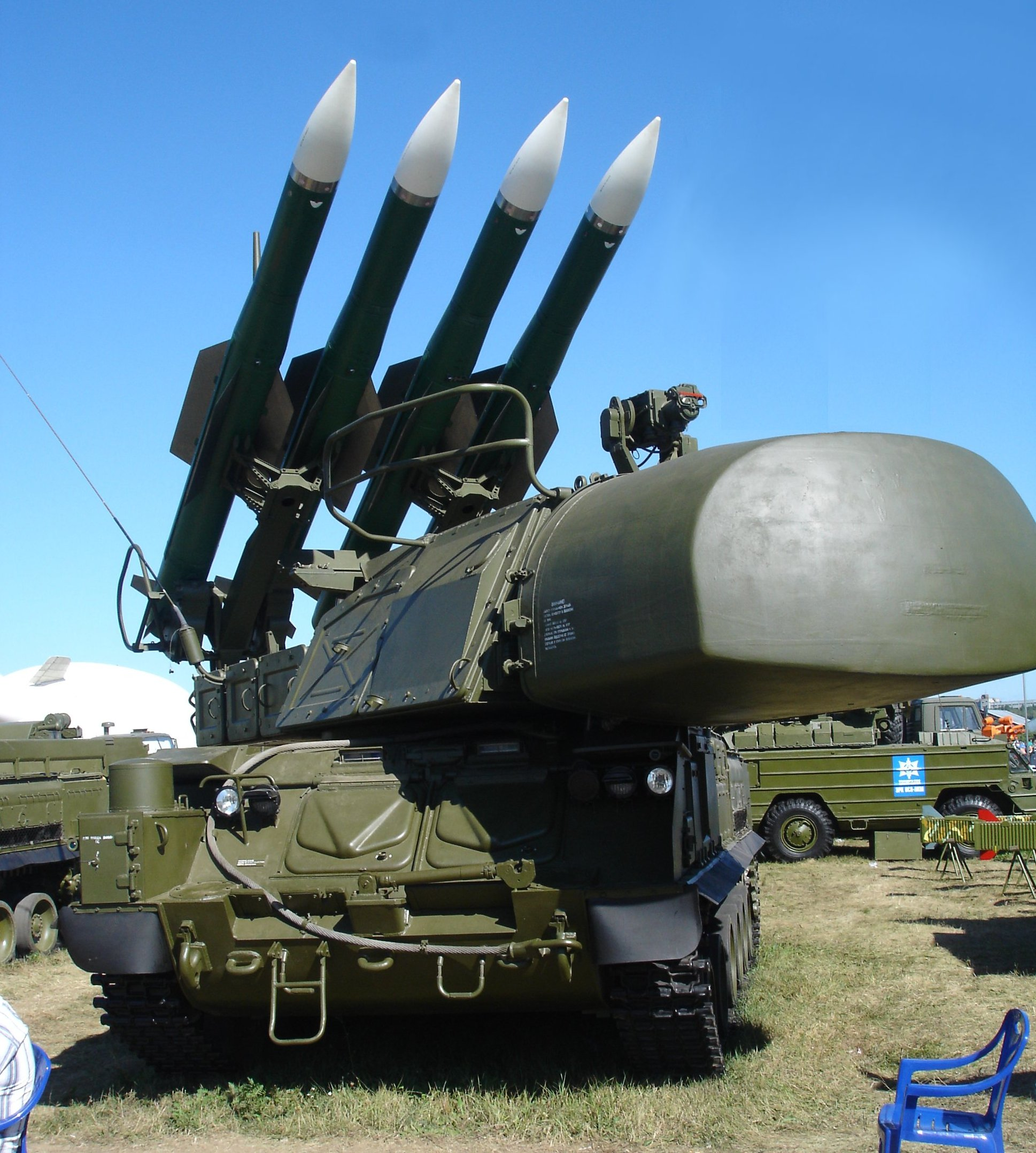
A Buk-M1-2 SAM system 9A310M1-2 TELAR at 2005 MAKS Airshow

Phiên bản mới này sử dụng một loại tên lửa mới, 9M317 được cải thiện hiệu suất động học so với 9M38 trước đó vẫn có thể được dùng cho Buk-M1-2. Do sự chia sẻ của loại tên lửa gây ra một sự chuyển tiếp tới các tên gọi định danh của GRAU khác nhau - 9K317 đã được sử dụng độc lập cho tất cả các loại hệ thống sau này. Seri tên gọi 9K37 trước đó cũng được giữ cho tổ hợp như tên gọi "Buk". Loại tên lửa mới cũng như một loại các cải tiến khác cho phép hệ thống đánh chặn các loại tên lửa đường đạn và cũng cải thiện hiệu suất tiêu diệt các loại mục tiêu truyền thông như máy bay và tưực thăng. 9K37M1-2 Buk-M1-2 cũng có tên ký hiệu mới do NATO đặt để phân biệt nó với các thế hệ trước đó của hệ thống Buk, tên ký hiệu mới là SA-17 Grizzly. Phiên bản xuất khẩu của hệ thống 9K37M1-2 được gọi là "Ural".
Việc giới thiệu hệ thống 9K37M1-2 cho lực lượng lục quân cũng đánh dấu sự ra đời của một biến thể hải quân mới có tên gọi là 9K37 "Ezh", tên mã NATO là SA-N-12 "Grizzly" và được xuất khẩu dưới tên gọi "Shtil-1". 9K37 kết hợp với tên lửa 9M317 thay thế 9M38 được sử dụng bởi các hệ thống trước đó. Một tiến bộ hơn nữa của hệ thống đã được công bố là một biến thể phóng thẳng đứng của 9M317 có tên gọi là 9M317M lần đầu tiên được trưng bày tại triển lãm hải quân EURONAVAL 2004.
Việc hiện đại hóa Buk-M1-2 được dựa trên một hệ thống phát triển tiên tiến hơn nữa trước đó gọi là 9K37M2 Buk-M2. Việc hiện đại hóa này không chỉ gồm trang bị các tên lửa mới mà còn bao gồm một radar điều khiển hỏa lực mảng pha thế hệ thứ ba mới cho phép ngắm bắn đồng thời tới 4 mục tiêu trong khi đang theo dõi 24 mục tiêu. Một hệ thống radar mới cũng được phát triển, hệ thống radar này mang một radar điều khiển hỏa lực trên một bệ đỡ dài 24 mét, nhằm cải thiện hiệu suất đối với các mục tiêu bay ở độ cao thấp. Thế hệ mới này của hệ thống tên lửa Buk đã bị trì hoãn trang bị do điều kiện kinh tế sau khi Liên Xô sụp đổ, tuy nhiên hệ thống gần đây đã được trưng bày tại triển lãm hàng không MAKS 2007. Phiên bản xuất khẩu của hệ thống Buk-M2E cũng được gọi là Ural.
Vào tháng 10 năm 2007, tướng Nikolaï Frolov, tư lệnh lực lượng phòng không của Lục quân Nga, tuyên bố rằng Quân đội Nga sẽ nhận được các đơn vị tên lửa Buk mới có tên gọi Buk-M3 nhằm thay thế cho Buk-M1. Ông nói rằng M3 sẽ có các thành phần điện tử tiên tiến và được đưa vào trang bị năm 2009.

## Miêu tả

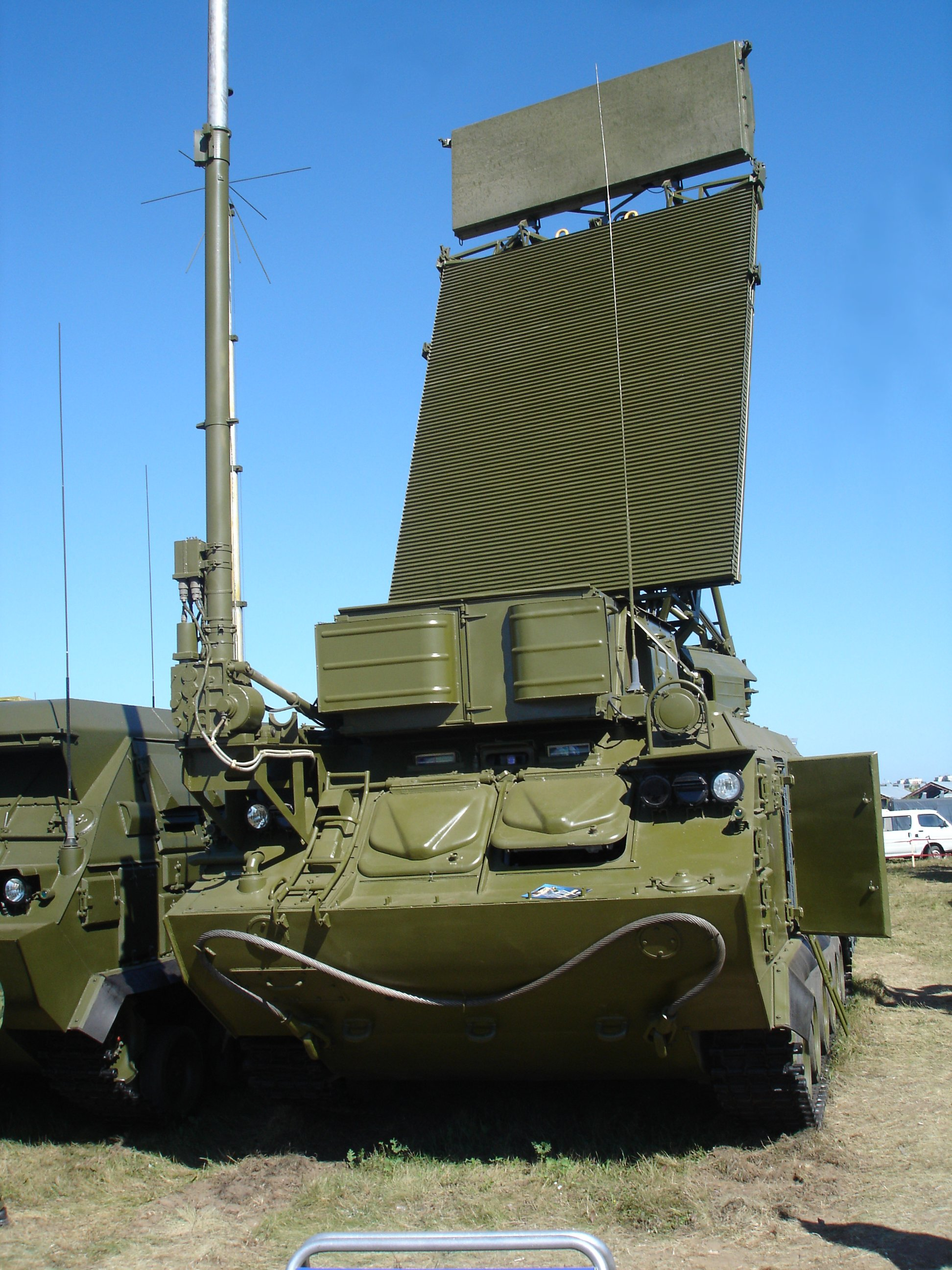
Radar bắt mục tiêu (TAR) 9S18M1-1 Tube Arm của hệ thống Buk-M1-2 (TAR) tại triển lãm hàng không MAKS 2005

Một tiểu đoàn Buk tiêu chuẩn bao gồm một xe chỉ huy; 1 trạm trinh sát/bắt bám và điều khiển đặt trên xe (TAR); 6 xe phóng (TELAR), mỗi xe mang 4 quả tên lửa sẵn sàng phóng và 4 quả dự trữ; và 3 xe tiếp đạn. Một khẩu đội tên lửa Buk gồm 2 xe TELAR và TEL. Khẩu đội chỉ cần 5 phút để triển khai chiến đấu và rút khỏi trận địa sau khi phóng. Thời gian phản ứng của khẩu đổi từ khi theo dõi mục tiêu tới khi phóng tên lửa là khoảng 22 giây.
Xe TELAR Buk-M1-2 sử dụng khung gầm GM-569 được thiết kế và sản xuất bởi công ty cổ phần Metrowagonmash (trước kia là MMZ), trên xe TELAR đặt một bệ phóng có 4 đạn tên lửa sẵn sàng phóng và đài radar điều khiển hỏa lực. Mỗi xe TELAR được vận hành bởi một kíp chiến đầu 3 người và được trang bị hệ thống bảo vệ chống NBC. Buk-M1-2 sử dụng 1 radar trinh sát tầm xa 9S117M1 Kupol-2 Snow Drift, tầm phát hiện 100 km; 1 radar bắt bám mục tiêu 9S35M2 Fire Dome hoạt động trong dải sóng H/I tầm hoạt động 120 km, có thể theo dõi tên lửa từ tầm 32 km/20 mi và theo dõi máy bay bay ở độ cao 15,000 đến 22,000 m. Nó có thể điều khiển 3 tên lửa tiêu diệt một mục tiêu. BUK-M1-2 có thể cùng lúc kiểm soát 75 mục tiêu, cung cấp các thông số cụ thể về 15 mục tiêu nguy hiểm nhất. Hệ thống 9K37 có các đặc tính ECCM tốt hơn (như khả năng chống nhiễu/ECM) so với hệ thống 3M9 Kub. Một hệ thống theo dõi quang học với máy đo xa laser cũng được trang bị để theo dõi thụ động mục tiêu. Hệ thống 9K37 cũng có thể sử dụng cùng một đài radar 1S91 Straight Flush sóng liên tục băng G/H công suất 25 kW như hệ thống 3M9 Kub.
9K37 sử dụng radar trinh sát tầm xa mục tiêu 9S18 "Tube Arm" hoặc 9S18M1 (Snow Drift) (tiếng Nga: СОЦ 9C18 "Купол") kết hợp với radar bắt bám mục tiêu 9S35 hoặc 9S35M1 "Fire Dome" được đặt trên xe TELAR. Radar 9S18M1 có tầm phát hiện mục tiêu là 85 km và có thể phát hiện máy bay đang bay ở độ cao 100 m (330 ft) từ khoảng cách 35 km (22 mi) và thậm chí các mục tiêu bay thấp hơn ở khoảng cách 10–20 km (6-12 mi).
Xe tiếp đạn cho khẩu đội Buk giống như xe TELAR nhưng thay vì một radar nó có một cần trục để nạp đạn tên lửa. Chúng có khả năng phóng tên lửa trực tiếp nhưng đòi hỏi sự kết hợp của một xe TELAR trang bị radar Fire Dome để điều khiển đạn. Một xe tiếp đạn có thể nạp cho một xe TELAR trong khoảng 13 phút và có thể nhận thêm đạn từ kho trong khoảng 15 phút.

### 3S-90 "Uragan"

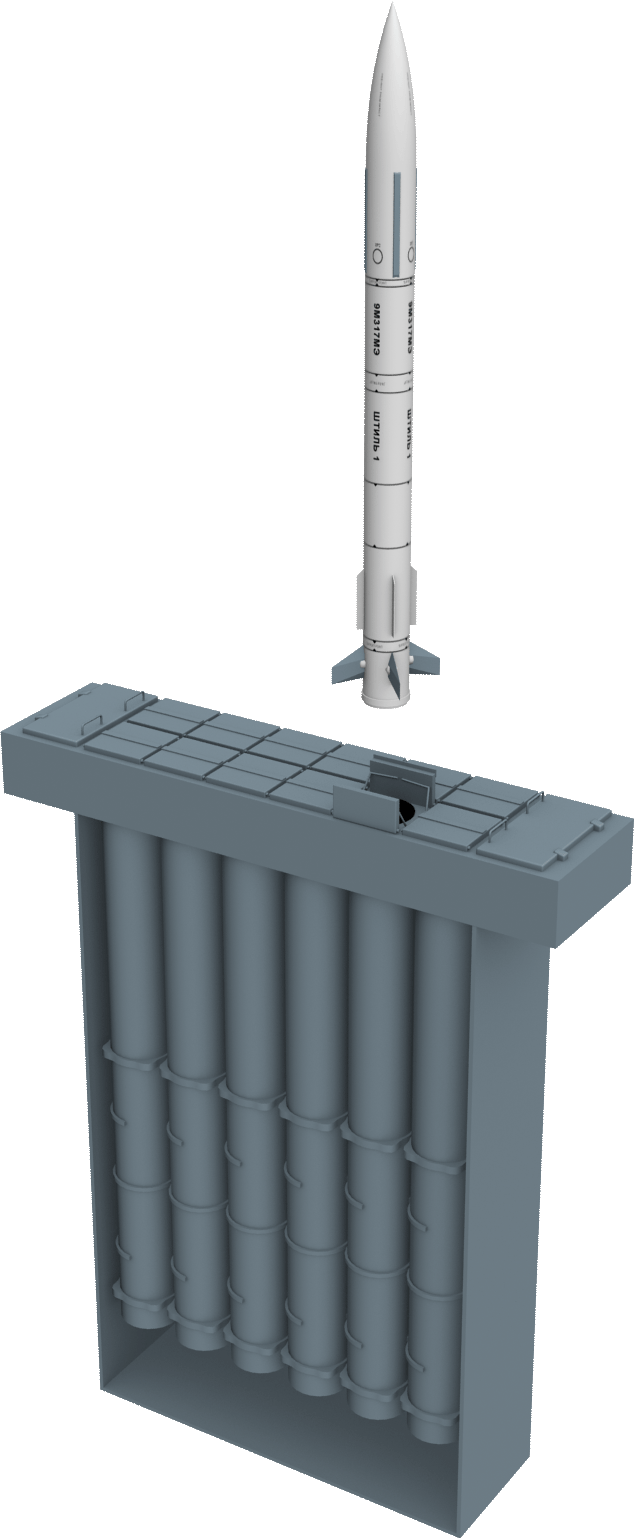
Hệ thống tên lửa Shtil-1

3S-90 "Uragan" (tiếng Nga: Ураган) là biến thể hải quân của 9K37 "Buk" và có tên mã NATO là "Gadfly" và tên định danh do Bộ quốc phòng Mỹ đặt là SA-N-7, nó cũng mang tên định danh là M-22. Phiên bản xuất khẩu của hệ thống này được biết đến với tên gọi "Shtil" (tiếng Nga: Штиль). Tên lửa 9M38 của hệ thống 9K37 "Buk" cũng được sử dụng cho 3S-90 "Uragan". Hệ thống phóng có sự khác biệt với tên lửa được nạp theo chiều thẳng đứng, bệ phóng này được nạp đạn bổ sung từ kho đạn ở boong dưới với một sức chứa 24 quả, thời gian nạp mất 12 giây. Uragan sử dụng radar trinh sát mục tiêu MR-750 Top Steer băng D/E (đây là radar bản hải quân tương tự như 9S18 hoặc 9S18M1), có tầm phát hiện mục tiêu cực đại là 300 km (186 miles) phụ thuộc vào biến thể. Radar thực hiện vài trò của radar bắt bám mục tiêu 9S35 là 3R90 Front Dome băng H/I với tầm hoạt động 30 km (19 mi).
Phiên bản hiện đại hóa của 3S-90 là 9K37 "Ezh" có tên mã NATO là "Grizzly" hoặc SA-N-12, phiên bản xuất khẩu có tên gọi là "Shtil-1", được phát triển sử dụng tên lửa 9M317 mới. Biến thể này được trang bị cho các tàu sân bay chạy bằng năng lượng hạt nhân lớp Ulyanovsk, và được tái trang bị cho các tàu khu trục lớp Sovremenny. Biến thể mới nhất của hệ thống sử dụng kiểu phóng thẳng đứng và dùng đạn tên lửa 9M317M, bệ phóng đặt dưới mặt boong tàu.

### Đạn tên lửa

#### Đạn tên lửa 9М38 và 9М38M1

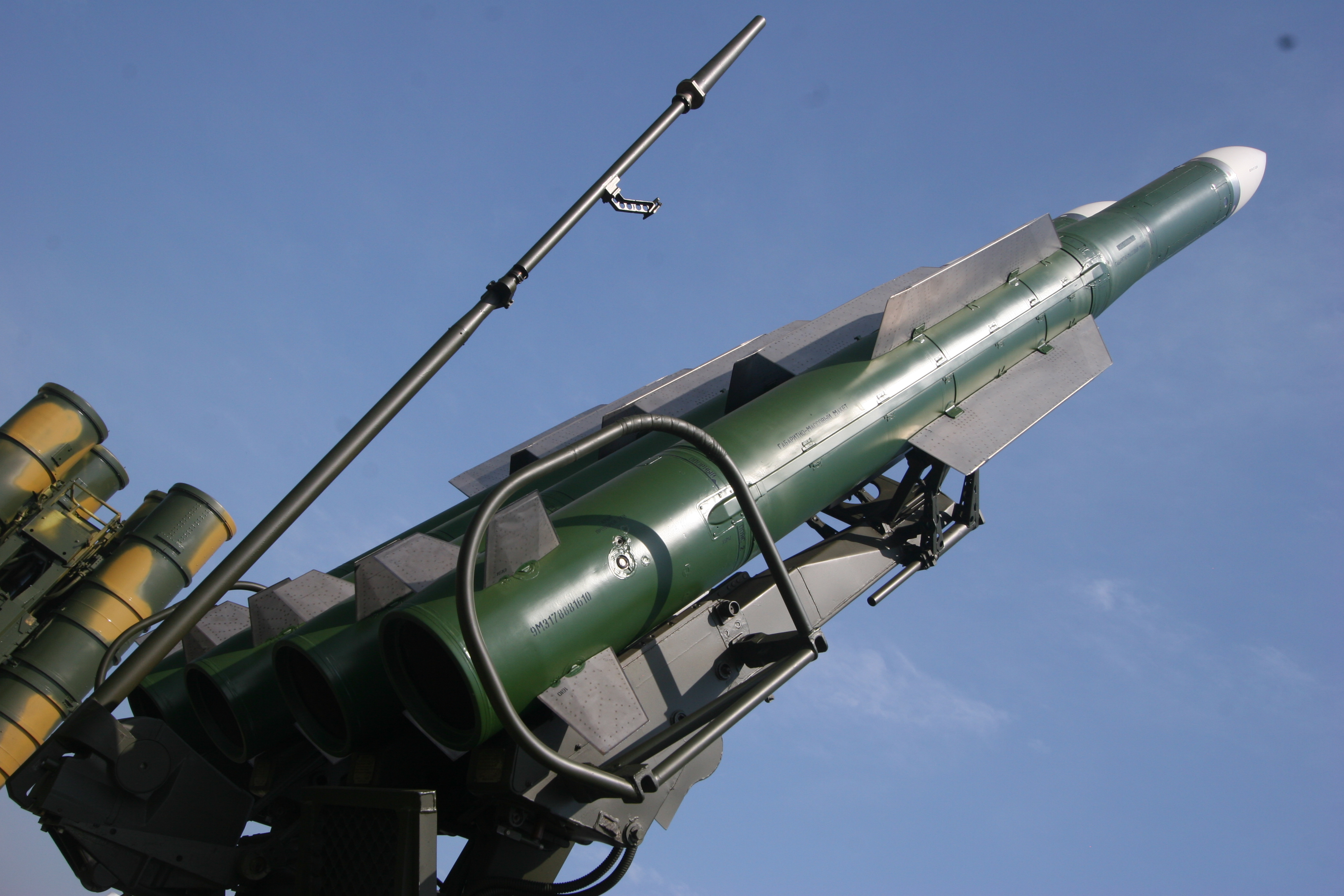
Đạn tên lửa đất đối không 9M317 trên bệ phóng.

Đạn tên lửa 9M317ME của hệ thống Shtil-1

Đạn tên lửa 9M38 sử dụng một thiết kế cánh hình chữ X một tầng mà không cần bất kỳ bộ phận nào có thể tách bỏ, thiết kế bên ngoài cho cùng kiểu dáng với dòng tên lửa đất đối không Tartar và Standard của Mỹ. Thiết kế phải phù hợp với giới hạn kích thước do hải quân đề ra, để cho phép tên lửa vừa với hệ thống SAM M-22 trong Hải quân Xô viết. Mỗi tên lửa dài 5.55 m (18 feet), nặng 690 kg (1521 lb) và mang đầu đạn tương đối lớn nặng 70 kg (154 lb), đầu đạn được kích hoạt bằng ngòi nổ radar cận đích. Trong khoang phía trước của tên lửa chứa radar tự dẫn bán chủ động, thiết bị lái tự động, nguồn điện và đầu đạn. Các phương pháp tự dẫn được chọn là phương pháp lái định vị tỉ lệ (proportional navigation).
Đạn tên lửa 9M38 sử dụng một động cơ phản lực nhiêu liệu rắn hai chế độ với thời gian đốt khoảng 15 giây, buồng đốt được gia cố bằng kim loại. Đối với mục đích giảm sự tản mát trong khi bay, buồng đốt được đặt nằm gần trọng tâm của tên lửa và bao gồm một ống dẫn khí dài hơn. Việc không sử dụng kiểu động cơ luồng trực tiếp được giải thích bởi sự bất ổn ở góc tấn lớn và bởi sức cản không khí lớn hơn trên đoạn đường đạn thụ động cũng như bởi các khó khăn về kỹ thuật. Thiết kế của đạn 9M38 đảm bảo sự sẵn sàng mà không cần kiểm tra trong vòng ít nhất 10 năm phục vụ và nó được chuyển tới các đơn vị chiến đấu trong container vận tải 9Ya266 (9Я266).
Người ta cho rằng loại tên lửa không đối không tầm cực xa và có thể chống vệ tinh Novator KS-172 AAM-L có thể được phát triển từ 9M38.

#### Đạn tên lửa 9M317
Đạn tên lửa 9M317 được phát triển như một loại đạn tên lửa dùng chung cho cả hệ thống Buk-M1-2 của lực lượng phòng không Lục quân cũng như cho hệ thống Ezh của Hải quân Nga.
Các đạn tên lửa đa năng thống nhất 9M317 (mã định danh xuất khẩu là 9M317E) có thể được sử dụng để tấn công nhiều loại mục tiêu như tên lửa đường đạn, máy bay, mục tiêu trên mặt nước... trang bị cho các tổ hợp phòng không của lục quân và hải quân. Nó được thiết kế bởi Công ty cổ phần Nhà máy sản xuất khoa học Dolgoprudny (DNPP) và đã qua các cuộc thử nghiệm đầy đủ về hệ thống vũ khí và tổ hợp khác nhau. Thử nghiệm bao gồm tiêu diệt các mục tiêu tương tự như tên lửa đường đạn chiến thuật; tên lửa hành trình chiến lược; tên lửa chống tàu chiến thuật, chiến lược; máy bay và trực thăng. Các mục tiêu phải tiêu diệt có tốc độ tối đa đạt 1200 m/s, tên lửa có thể chịu quá tải gia tốc là 24g. Đạn tên lửa đầu tiên được sử dụng với hệ thống Buk-M1-2 của lục quân và hệ thống Shtil-1 của hải quân.
Nó có thể giao chiến với các tên lửa đường đạn chiến thuật, chiến lược; máy bay chiến thuật cơ động tới 12g; tên lửa hành trình; trực thăng hỗ trợ hỏa lực (kể cả đang lơ lửng thấp so với mặt đất); máy bay điều khiển từ xa, tên lửa chống tàu trong môi trường nhiễu nặng.
So với 9M38M1, đạn tên lửa 9M317 có các thông số kỹ thuật vượt trội, có tầm bắn 45 km, bay cao 25 km, khả năng phân loại mục tiêu lớn hơn. Về bề ngoài của 9M317 khác với 9M38M1 bởi một cánh nhỏ hơn. Nó sử dụng hệ thống điều khiển hiệu chỉnh quán tính với radar tự dẫn bán chủ động, sử dụng lái định vị tỉ lệ để bám mục tiêu.

#### Đề án đạn tên lửa 9M317M và 9M317A
Hiện nay, một vài phiên bản hiện đại hóa đang được phát triển, bao gồm 9M317M, phiên bản xuất khẩu của 9M317M là 9M317ME và đề án đạn tên lửa tự dẫn tích cực bằng radar (ARH) 9M317A với phiên bản xuất khẩu là 9M317MAE. Các đề án này được dự kiến hoàn thành trong hai năm kể từ tháng 5 năm 2007. Công ty phụ trách phát triển NIIP đã thông báo về việc thử nghiệm đạn tên lửa 9M317A với chương trình Buk-M1-2A "OKR Vskhod" (Sprout) vào năm 2005. Tầm bắn được thông báo của đạn tên lửa lên đến 50 km (31 dặm), độ cao lớn nhất khoảng 25 km (82,000 ft) và tốc độ của mục tiêu lớn nhất đạt khoảng Mach 4. Trọng lượng của đạn tên lửa tăng nhẹ lên 720 kg (1587 lb).
| Missile (tên mã GRAU)           | 3M9                           | 9М38                       | 9М38 9М38M1                | 9М38 9М38M1                | 9М38 9М38M1 9M317                                               | 9M317                      |
| Tổ hợp (tên mã GRAU và NATO)    | 2K12 "Kub" (SA-6)             | 9K37 "Buk" (SA-11)         | 9K37M "Buk-M1" (SA-11)     | 9K37M1 "Buk-SAR" (SA-11)   | 9K37M1-2 "Buk-M1-2" (SA-17)                                     | 9K37M2E "Buk-M2E" (SA-17)  |
| ------------------------------- | ----------------------------- | -------------------------- | -------------------------- | -------------------------- | --------------------------------------------------------------- | -------------------------- |
| Trang bị                        | 1966                          | 1980                       | 1984                       | 1995                       | 1998                                                            | (1988)2007                 |
| Số đạn tên lửa mỗi xe TEL       | 3                             | 4                          | 4                          | 4                          | 4                                                               | 4                          |
| Trọng lượng đạn tên lửa         | 599 kg (1321 lb)              | 690 kg (1521 lb)           | 690 kg (1521 lb)           | 690 kg (1521 lb)           | 9М38M1: - 690 kg (1521 lb); 9M317: - 3710–720 kg (1565-1587 lb) | 710–720 kg (1565-1587 lb)  |
| Tầm bắn                         | 3–24 km (2–15 dặm)            | 4–30 km (3–19 dặm)         | 3–35 km (2–22 dặm)         | 3–42 km (2–26 dặm)         | 9М38M1: - 3–42 km (2–26 dặm); 9M317: 3–50 km (2–31 dặm)         | 3–50 km (2–31 dặm)         |
| Trần bắn                        | 800–11000 m (2,600-36,000 ft) | 25–18000 m (100-46,000 ft) | 15–22000 m (100-72,000 ft) | 15–25000 m (100-82,000 ft) | 15–25000 m (100-82,000 ft)                                      | 10–25000 m (100-82,000 ft) |
| Tốc độ đạn tên lửa (Mach)       | 2.8                           | 3                          | 3                          | 3                          | 3                                                               | 4                          |
| Tốc độ mục tiêu lớn nhất (Mach) | 2                             | 2.5                        | 4                          | 4                          | 4                                                               | 4                          |
| Số mục tiêu tấn công đồng thời  | 1                             | 2                          | 6                          | 6                          | 6                                                               | 24                         |

### Các biến thể khác

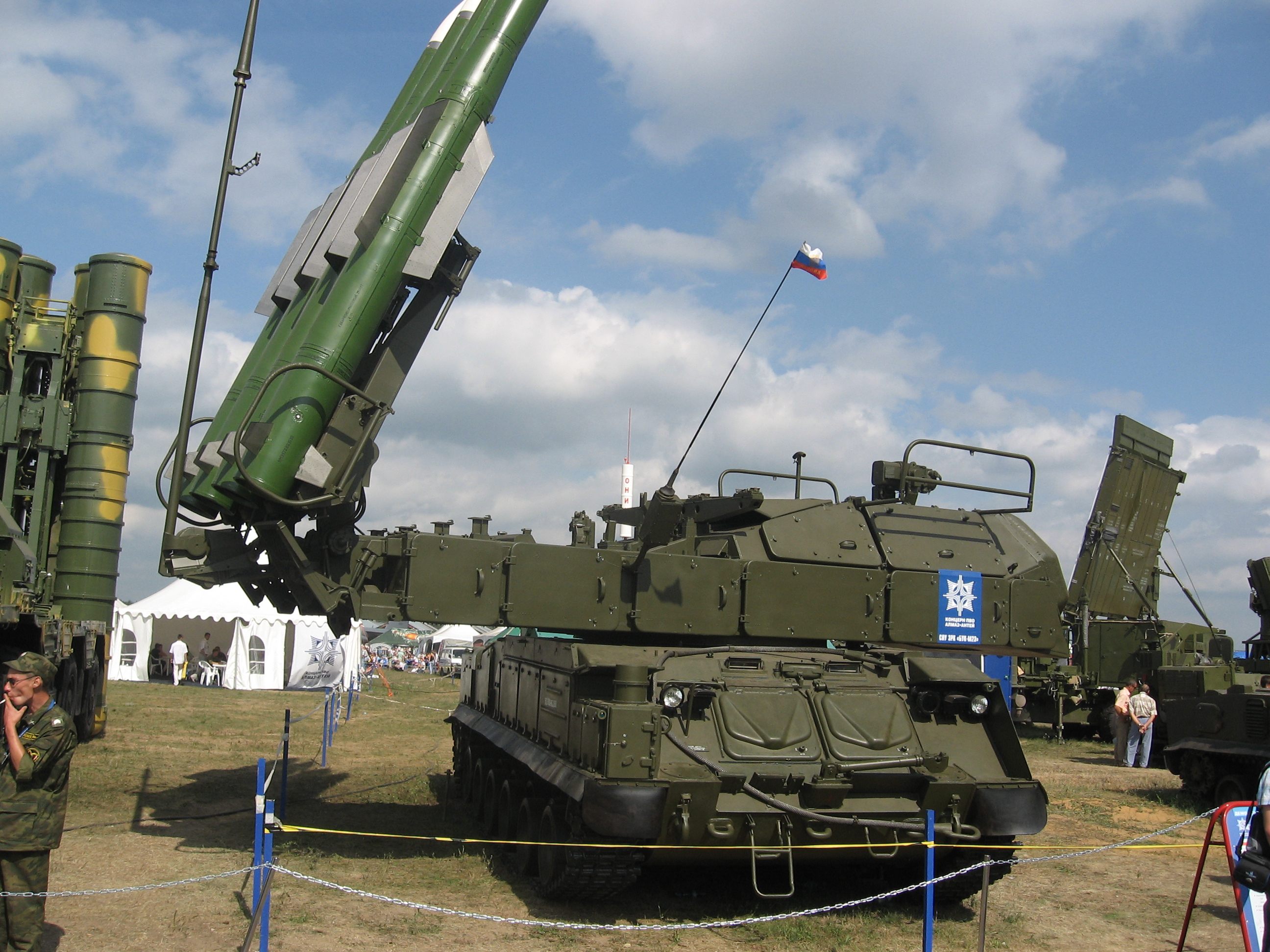
Xe TELAR 9A317 của Buk-M2E (phiên bản xuất khẩu) tại triển lãm hàng không MAKS 2007

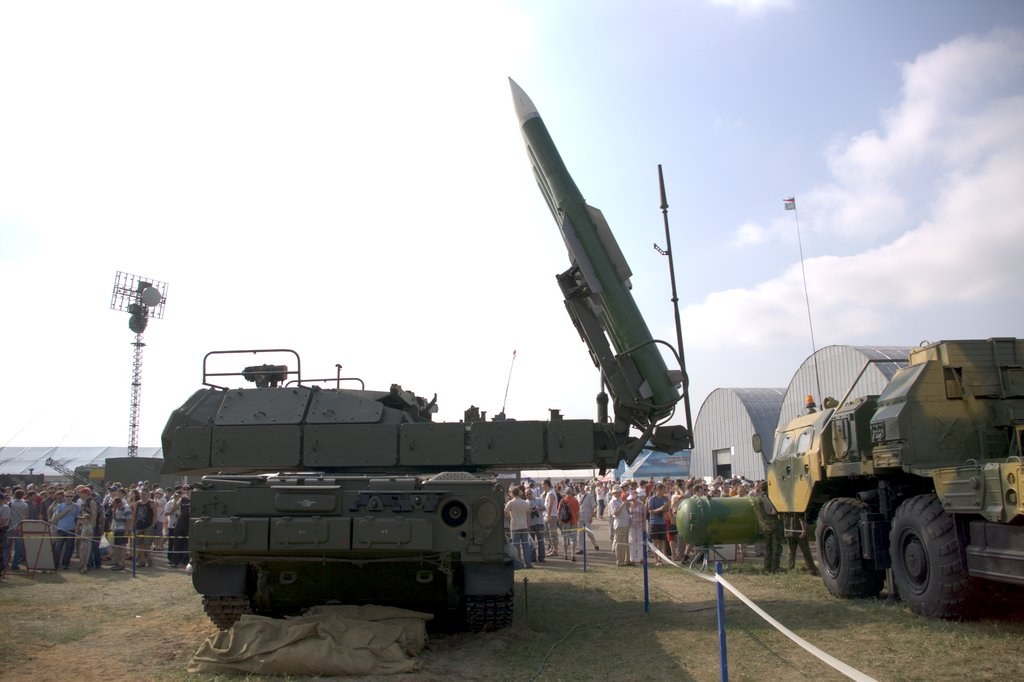
Phía sau của xe TELAR 9A317 của Buk-M2E (phiên bản xuất khẩu) tại triển lãm hàng không MAKS 2007

- 9K37-1 'Buk-1' – Biến thể hệ thống Buk đầu tiên được chấp nhận trang bị, kết hợp một xe 9A38 TELAR trong một khẩu đội 2K12M3 Kub-M3.
- 9K37 'Buk' – Hệ thống tên lửa Buk hoàn chỉnh với tất cả các thành phần hệ thống mới, tương thích ngược với Kub.
- 9K37M1 'Buk-M1' – Một biến thể cải tiến 9K37, trang bị cho lục quân Liên Xô.
- 9K37M1-2 'Buk-M1-2' – Một biến thể cải tiến của 9K37M1 'Buk-M1', trang bị cho lục quân Liên Xô.
- Tại triển lãm MILEX-2005 ở Minsk, Belarus giới thiệu phiên bản cải tiến 9K37 Buk của mình gọi là Buk-MB.[18]
- 9K37M2/9K317 'Buk-M2'[4]
- 9K37M3/9K317M Buk-M3 – Phiên bản mới do Nga cải tiến. Có 36 kênh mục tiêu. Có các thành phần điện tử tiên tiến.[19]
- 3S-90/M-22 'Uragan' – Phiên bản Hải quân của hệ thống tên lửa 9K37 Buk.
- SA-N-12 – Tên mã NATO của phiên bản hải quân 9K37M1-2.
- HQ-16 (Hongqi-16) – Đề án hợp tác giữa Trung Quốc và Nga nhằm nâng cấp hệ thống hải quân 9K37M1-2 'Shtil' (SA-N-12).[20] Other sources also indicate the project involved some Buk technology.[21]

## Cấu trúc
|                                       | Kết cấu            | Kết cấu                | Kết cấu                 | Kết cấu                     | Kết cấu               |
| Tổ hợp (Tên mã GRAU và NATO)          | 9K37 "Buk" (SA-11) | 9K37-1 "Buk-1" (SA-11) | 9K37M1 "Buk-M1" (SA-11) | 9K37M1-2 "Buk-M1-2" (SA-17) | 9K37M2E "Buk-M2E" (?) |
| ------------------------------------- | ------------------ | ---------------------- | ----------------------- | --------------------------- | --------------------- |
| Đài chỉ huy                           | 9S470              | N/A                    | 9S470M1                 | 9S470M1-2                   | 9S510                 |
| Radar trinh sát (SURN, SOTs hoặc TAR) | 9S18 Kupol         | 1S91M3                 | 9S18M1 Kupol-M1         | 9S18М1-1                    | 9S112, 9S36           |
| Xe phóng (TELAR)                      | 9А310, 9А38        | 9A38                   | 9A310M1                 | 9A310M1-2                   | 9A317                 |
| Xe nạp đạn (TEL)                      | 9А39               | 2P25M3                 | 9A39M1                  | 9A39M1, 9A39M1-2            | 9A316                 |

## Cơ cấu tổ hợp tác chiến

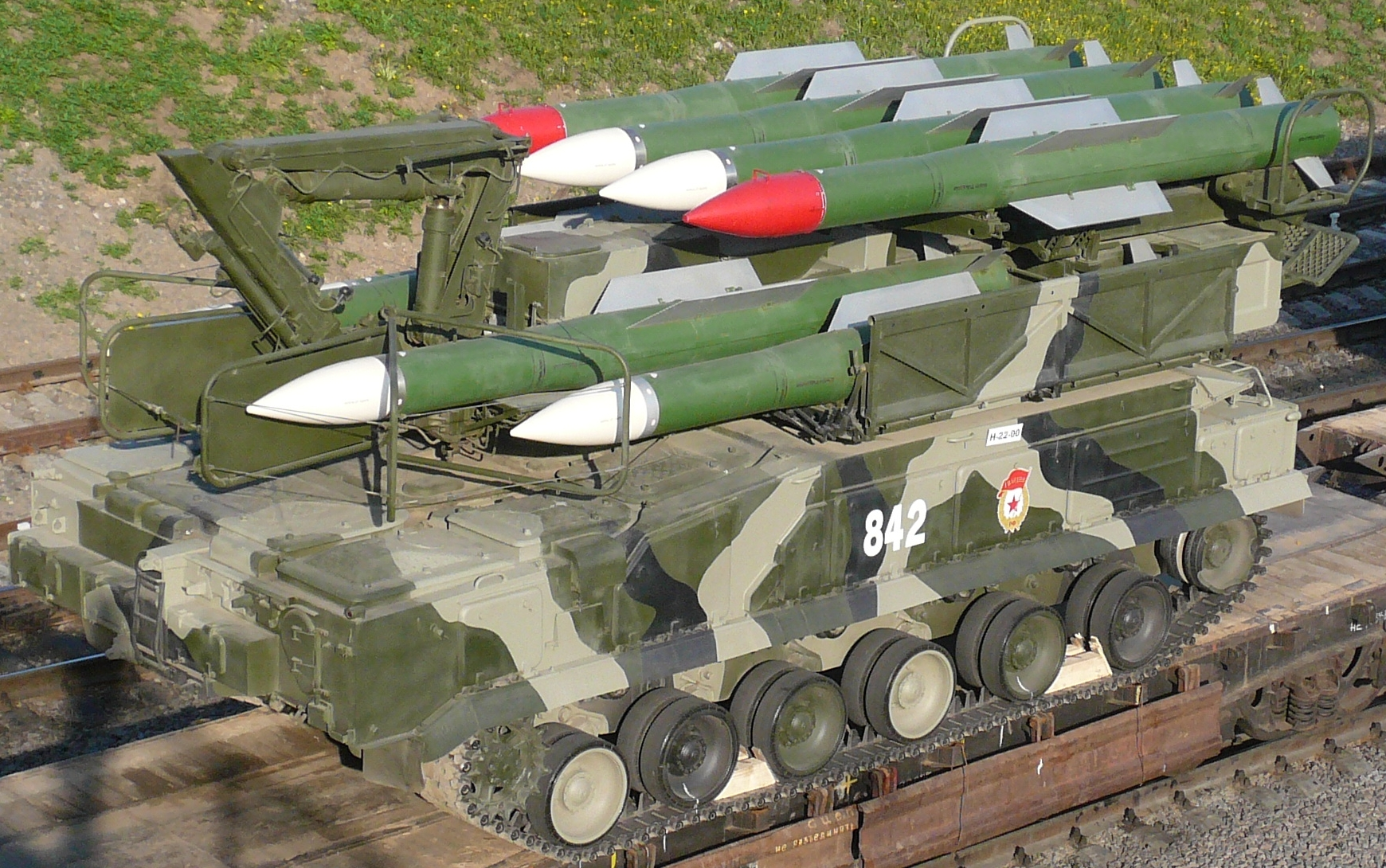
TEL 9A316

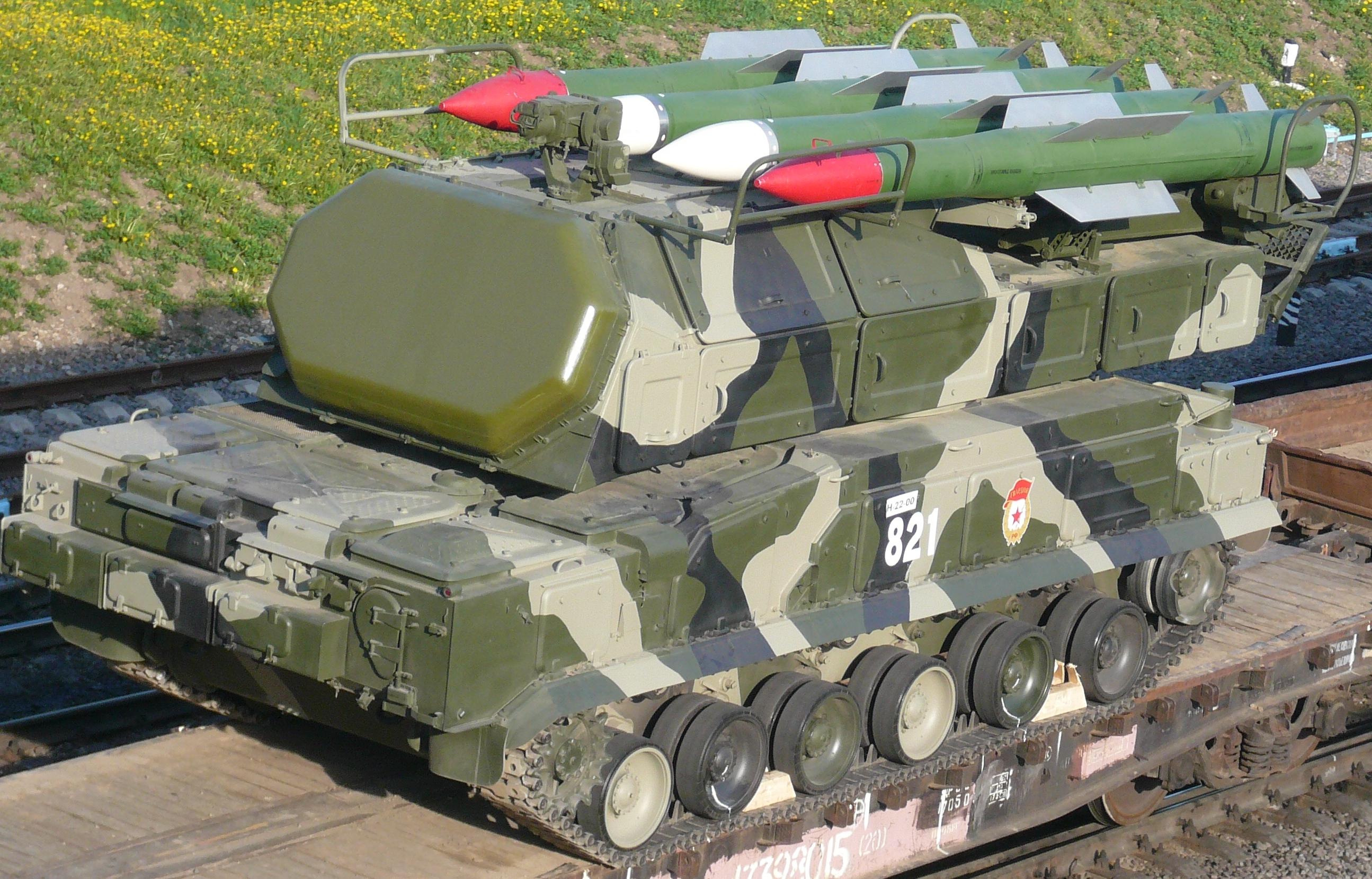
TEL 9A317

Vũ khí, trang bị kỹ thuật của tổ hợp chiến đấu Buk được chia thành hai nhóm chính: Nhóm vũ khí, khí tài chiến đấu và Nhóm trang bị bảo đảm chiến đấu. Các thành phần của một tổ hợp chiến đấu bao gồm:
- Xe chỉ huy KP (КП - Командный пункт: xe chỉ huy), ký hiệu NATO: CP (Command post)
- Xe ra-đa trinh sát và chỉ thị mục tiêu SOTs (СОЦ - Станция обнаружения и целеуказания), ký hiệu NATO: TAR (Target acquisition radar)
- Xe ra-đa chiếu xạ mục tiêu và điều khiển tên lửa RPN (РПН - Радиолокационная станция подсвета целей и наведения ракет): chỉ có ở 9K317 Buk-M2, ký hiệu NATO: SURN (Self-propelled Reconnaissance and Homing Vehicle)
- Xe phóng tự hành SOU (СОУ - Самоходная огневая установка): Còn được viết là TELAR (Transporter erector launcher and radar)
- Xe phóng chấp hành kiêm tiếp đạn PZU (ПЗУ - Пуско-заряжающая установка), ký hiệu NATO: TEL (Transporter erector launcher)

Tổ chức một tổ hợp chiến đấu trang bị đủ của hệ thống Buk có thể khác nhau tùy hệ thống và phiên bản trang bị. Theo biên chế của Nga, một tổ hợp tác chiến tiêu chuẩn như sau:
- KP cấp trên đối với tổ hợp tác chiến độc lập hoặc Đài điều khiển và kiểm soát PBU (ПБУ - Пост боевого управления hoặc Пункт боевого управления) của một lữ đoàn tên lửa trang bị đủ zrbr (зрбр - зенитная ракетная бригада) trong cấu trúc của Hệ thống điều khiển tự động Polyana-D4.
  - 4 tiểu đoàn zrdn (зрдн - зенитный ракетный дивизион)
    - 1 xe KP
    - 1 xe SOTs
    - 6 xe SOU
    - 3 xe PZU

  - 3 khẩu đội trực thuộc zrbat (зрбат - зенитная ракетная батарея)
    - 2 xe SOU
    - 1 xe PZU

  - Đơn vị kỹ thuật
  - Trung đội thông tin

### 9K37 Buk

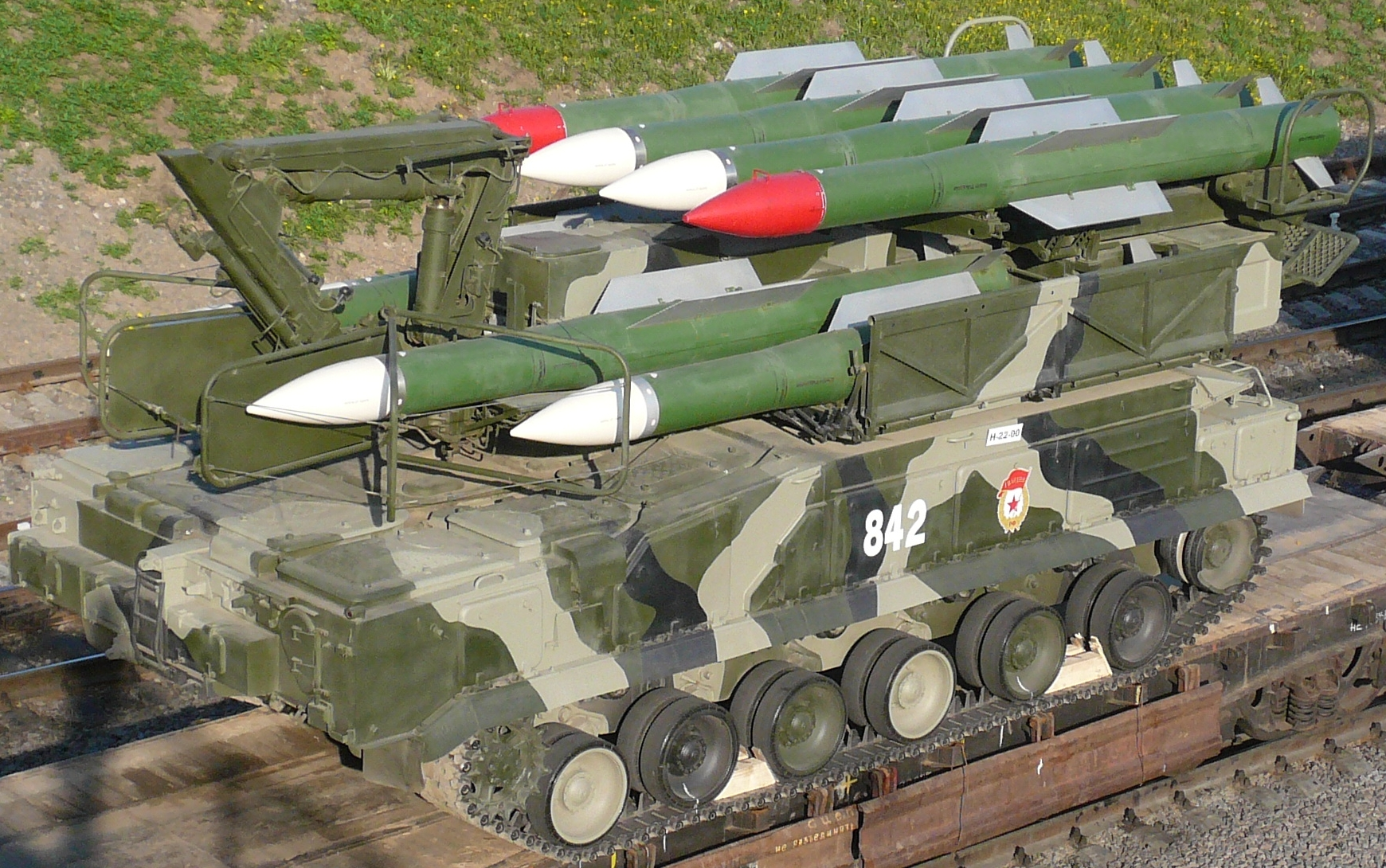
TEL 9A316

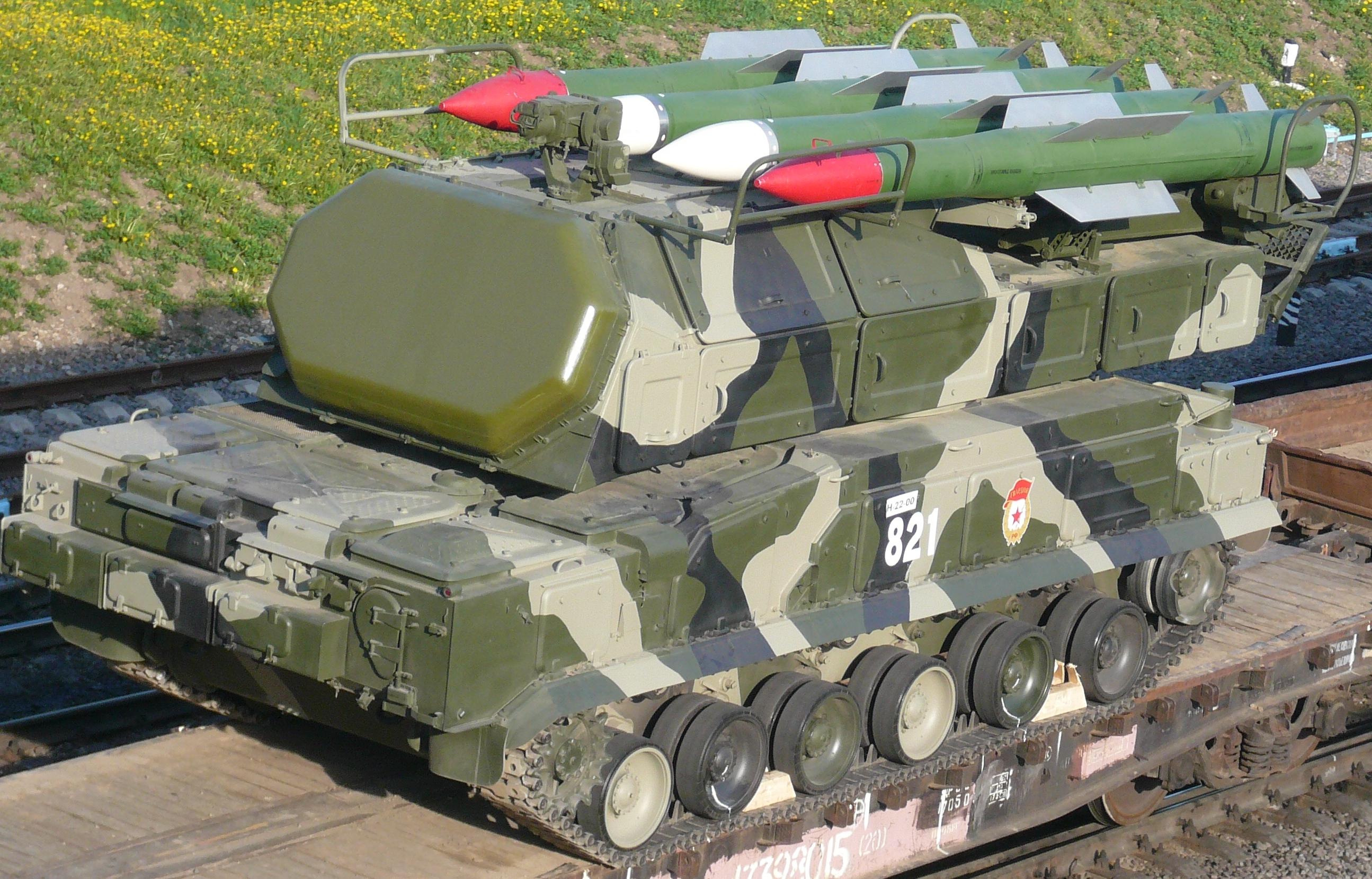
TEL 9A317

- Xe KP 9S470
- Xe SOTs 9S18 Kupol
- Xe SOU 9А310
- Xe PZU 9А39

### 2K12M4 Kub-M4 (9K37-1 Buk-1)
- Xe RPN 1S91M3 (từ cấu trúc của 2K12M3 Kub-M3)
- Xe PZU 2P25M3 (từ cấu trúc của 2K12M3 Kub-M3)
- Xe SOU 9A38 (từ cấu trúc của 9K37 Buk)

### 9K37M1 Buk-M1 (Ganges)
- Xe KP 9S470M1
- Xe SOTs 9S18M1 Kupol
- Xe SOU 9А310M1
- Xe PZU 9А39M1

### 9K37M1-2 Buk-M1-2 (Ural)
- Xe KP 9S470M1-2
- Xe SOTs 9S18M1-1 Kupol
- Xe SOU 9А310M1-2
- Xe PZU 9А39M1-2

### 9K317 Buk-M2
- Xe KP 9S510
- Xe SOTs 9S18M1-1 Kupol
- Xe RPN 9S36
- Xe PZU 9А316

### 9K37M1 Buk-M1 (Ganges)

#### Đơn vị kỹ thuật
- 9V95M1E – xe cơ động chở đài thí nghiệm – kiếm tra tự động hóa trên ZiL-131 và rơ moóc.
- 9V883, 9V884, 9V894 - xe phục vụ sửa chữa kỹ thuật trên gầm Ural-43203-1012.
- 9V881E - xe phục vụ kỹ thuật Ural-43203-1012.
- 9T229 - xe vận tải dành cho 8 tên lửa phòng không (hoặc 6 thùng với tên lửa) trên gầm xe KrAZ-255B.
- 9T31M - cần cẩu tự động.
- MTO-ATG-M1 - xe bảo trì kỹ thuật trên gầm Zil-131.

### 9K37M1-2 Buk-M1-2 (Ural)
Xe đài chỉ huy 9S470M1-2 có thể điều khiển 4 khẩu đội, mỗi khẩu đội có 1 TELAR 9A310M1-2 với 1 x TEL 9A39M1/9A39M1-2 hoặc 2 khẩu đội, mỗi khẩu đội có 1 radar trinh sát mục tiêu 9S18М1-1 và 2 x TELs 9A39M1
Ngoài ra, TELAR 9A310M1-2 có thể được điều khiển qua xe điều khiển của Kub – chỉ xe TEL 2P25 hoặc SURN 1S91 với một TEL 2P25.

#### Đơn vị kỹ thuật
- Xe phục vụ sửa chữa kỹ thuật MTO 9V881M1-2 với một rơ mooc ZIP 9T456
- Xe bảo trì kỹ thuật MTO AGZ-M1
- Xe phục vụ sửa chữa kỹ thuật MRTO: MRTO-1 9V883M1, MRTO-2 9V884M1, MRTO-3 9V894M1
- Xe vận tải (TM) 9T243 với bộ thiết bị kỹ thuật KTO 9T3184
- Xe cơ động chở đài thí nghiệm – kiếm tra tự động hóa AKIPS 9V95M1
- Xe sửa chữa kỹ thuật bảo trì đạn tên lửa 9T458
- Xe máy nén UKS-400V
- Máy phát điện cơ động PES-100-T/400-AKP1

### 9K37M2/9K317 Buk-M2
Có thử nghiệm một xe TEL 9А320 TEL (với 8 đạn tên lửa).
Một số công việc đã được thực hiện để sử dụng một xe bánh hơi cho Buk-M2-1 trên khung gầm xe KrAZ-260, nhưng không hoàn thành. Đề xuất cấu trúc của Buk-M2-1 là 9S512 CP, 9S112-1 TAR, 9S36-1 TAR và 9А318 TEL với 8 tên lửa.

## Lịch sử hoạt động

### Quốc gia sử dụng

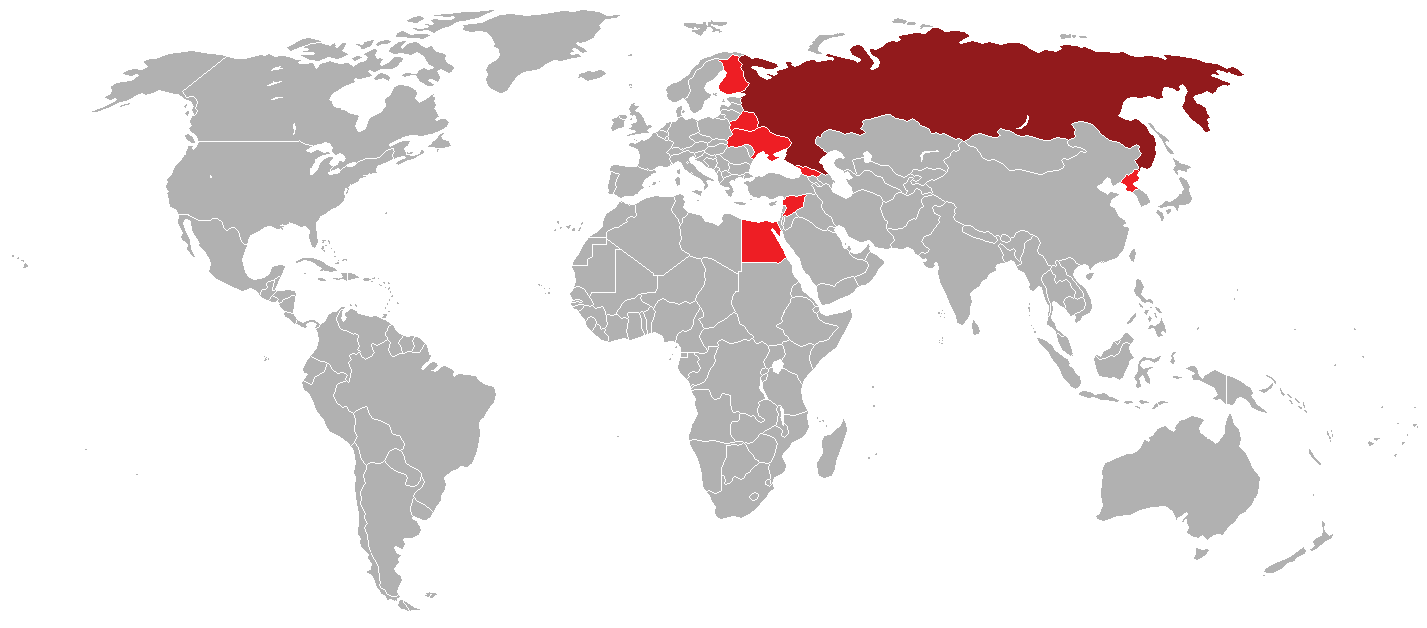
Các quốc gia hiện đang trang bị hệ thống tên lửa Buk

- Nga: Vẫn còn sử dụng và là nước sản xuất ra Hệ thống tên lửa Buk
- Belarus - 12 khẩu đội[23]
- Síp - 21 đơn vị[cần dẫn nguồn]
- Ai Cập – chưa xác nhận [24]
- Phần Lan - 3 khẩu đội (18 xe phóng) – đã bị thay thế[23]
- Gruzia - 1 khẩu đội
- Trung Quốc – cùng phát triển với Nga dưới tên gọi HQ-16 [25]
- Nga - 250[23]
- Serbia – phiên bản M1-2(SA-17)
- Syria[26]
- Ukraina[26]
- Venezuela- đã mua một số lượng không xác định buk m2e

### Quốc gia không còn sử dụng
- Liên Xô: Chuyển giao cho Liên Bang Nga

### Phục vụ

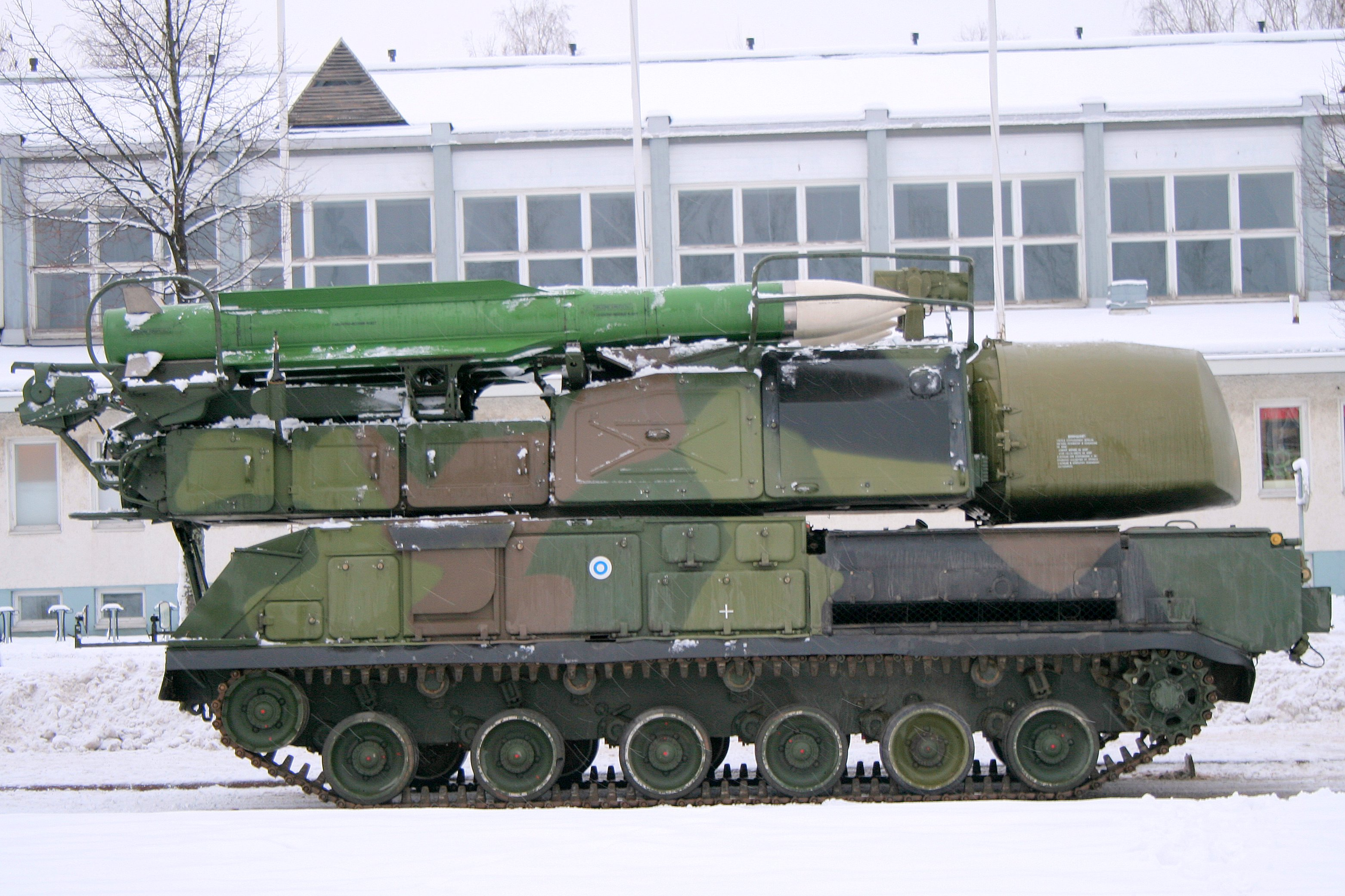
Xe phóng 9K37M1 của hệ thống Buk-M1 (SA-11 Gadfly) của Phần Lan (đạn tên lửa đang ở trạng thái vận chuyển)

Năm 1996, Phần Lan bắt đầu vận hành 18 hệ thống mà họ có được từ Nga, đây được coi như là Nga trả nợ. Theo Suomen Kuvalehti, Phần Lan đang lên kế hoạch thay thế các hệ thống tên lửa này do lo lắng về tính nhạy cảm của nó trong tác chiến điện tử..

### Chiến đấu
Chính quyền Abkhaz tuyên bố rằng hệ thống phòng không Buk đã được sử dụng để bắn hạ 4 máy bay không người lái của Gruzia vào đầu tháng 8-2008.
Các nhà phân tích cho rằng các hệ thống tên lửa Tor và Buk của Gruzia có thể đã bắn hạ 4 máy bay chiến đấu của Nga—3 chiếc Sukhoi Su-25 và 1 chiếc máy bay ném bom chiến lược Tupolev Tu-22M —trong cuộc chiến tranh Nam Ossetia 2008. Giới chức Hoa Kỳ nói hệ thống Buk-1M của Gruzia đã bắn hạ Tu-22M và 3 chiếc Su-25. Theo một số nhà phân tích, việc 4 chiếc máy bay bị bắn hạ là đáng ngạc nhiên và gây ra thiệt hại lớn cho Nga khi Gruzia chỉ có một lực lượng quân đội nhỏ. Một số người cũng chỉ ra rằng, các hệ thống chế áp điện tử dường như không gây nhiễu và ngăn chặn các tên lửa SAM của Gruzia trong cuộc xung đột và đáng ngạc nhiên là Nga không thể đưa ra biện pháp đối phó hiệu quả đối với chính hệ thống tên lửa mình thiết kế.
Những hệ thống tên lửa Buk của Gruzia được mua từ Ukraina, và Nga cáo buộc Ukraina đã bán bất hợp pháp các hệ thống này cho Gruzia.
Vào ngày 29 tháng 1 năm 2013, không quân Do thái cho máy bay tấn công một đoàn xe vận tải ở Syria, vì họ cho là đang chuyên chở hỏa tiễn SA-17 BUK-M2E cho nhóm Hezbollah ở Lebanon. Chính quyền Syria phủ nhận việc này.
Hệ thống tên lửa này bị cho là đã được sử dụng để bắn rơi chiếc máy bay dân sự trong Chuyến bay 17 của Malaysia Airlines (Boeing 777-200ER) vào ngày 17 tháng 7 năm 2014 tại vùng Donetsk, miền Đông của Ukraina gây tử thương cho tất cả 298 người trên tàu. Videos đã được đưa lên mạng bởi nhóm nổi dậy ly khai thân Nga, chỉ ngay sau khi máy bay bị rơi xuống, loan báo đã dùng hỏa tiễn này để bắn rớt một chiếc An-26 trong khu vực này, cùng với những hình ảnh cho thấy mảnh vỡ máy bay đang bị cháy để làm bằng chứng.
Trong trận đánh trả cuộc tập kích bằng 105 tên lửa hành trình của Anh-Pháp-Mỹ nhằm vào Syria ngày 14/4/2018. Theo phát ngôn của Nga phòng không Syria đã sử dụng các tổ hợp SA-3, SA-6, SA-8, hệ thống tên lửa Buk và Pantsir-S1, tổng cộng đã bắn hạ 71 trong tổng số 105 tên lửa hành trình của đối phương. 24 trong số 29 tên lửa phóng từ các tổ hợp Buk đã diệt mục tiêu thành công, bắn hạ 24 tên lửa hành trình đối phương, góp phần bảo vệ an toàn cho các sân bay của Syria
Trong xung đột Syria - Thổ Nhĩ Kỳ đầu năm 2020, các hệ thống Buk-M2E của Syria đã thực hiện 25 vụ phóng tên lửa đánh chặn, bắn hạ thành công 20 máy bay không người lái (UAV) và làm hỏng thêm 2 chiếc UAV khác của Thổ Nhĩ Kỳ, đạt tỷ lệ trúng đích 88%.